# Deutscher Wasserstoff-Verband
Der Deutsche Wasserstoff-Verband e. V. (DWV) ist die 1996 gegründete Dachorganisation der Wasserstoff-Wirtschaft in Deutschland. 

## Organisation
Der DWV vertritt die Interessen von circa 180 Unternehmen und Institutionen. Er hat des Weiteren über 400 private Mitglieder. Finanziert wird er durch Mitgliedsbeiträge. 
Vorstandsvorsitzender ist Dr. Bernd Pitschak. Das Präsidium besteht aus 13 Personen. Präsidentin ist Silke Frank.
Die Geschäftsstelle des Verbandes ist in Berlin.

## Ziele
Das Themenspektrum des DWV umfasst die Bereiche Erzeugung von Wasserstoff, Wasserstoff-Infrastruktur und die Anwendung in der Mobilität und in der Industrie. Der Verband engagiert sich für den Einsatz von grünem Wasserstoff als Bestandteil eines Energiesystems, bei dem erneuerbare Energien die Grundlage sind. Die Wasserstoffwirtschaft soll dabei nachhaltig sein und zur Klimaneutralität des Energiesystems beitragen.
Als Interessenvertretung formuliert der DWV Brancheninteressen, betreibt Lobbyarbeit und informiert die Öffentlichkeit über Wasserstoff. Er arbeitet an der Schnittstelle zwischen Wirtschaft, Politik, Wissenschaft und Öffentlichkeit. Er entwickelt konkrete Vorschläge für eine Implementierung einer Wasserstoffwirtschaft.